# 1929년 전국체육대회 축구
1929년 전국체육대회 축구는 일제강점기 조선 경성부에서 개최된 1929년 전국체육대회의 경기 종목이다. '제10회 전조선축구대회'로 개최되었으며 1929년 10월 24일부터 10월 26일까지 경성운동장에서 개최되었다.

## 대회 진행
제10회 전조선축구대회는 1929년 10월 24일부터 사흘간 일제강점기 조선 경성부에 있는 경성운동장에서 개최되었다. 소학부 종목에서는 서빙고보통학교, 용강공립보통학교, 용산공립보통학교, 흥명학교 등 4개 선수단이 참가하여, 결승에서 서빙고보통학교가 흥명보통학교를 상대로 8:0으로 이겼지만, 서빙고보통학교 선수 중 연령을 초과한 부정 선수가 있어 우승이 보류되었다. 중학부 종목에서는 경신학교(A팀, B팀), 고등예비학교, 고창고등보통학교, 보성고등보통학교, 숭실중학, 숭인학교, 신흥고등보통학교, 실업전수, 오산학교, 중동학교, 중앙고등보통학교 등 12개 선수단이 출전하여 결승에서 경신학교가 보성고등보통학교를 2:0으로 이기고 우승했다. 청년부 종목에서는 대창양화점, 대학예과, 법정학교, 보성전문학교, 세브란스의학전문학교, 연우구락부, 신창 축구단 등 7개 선수단이 참가하여 보성전문학교가 연우구락부를 상대로 3:1로 이기며 우승을 차지했다.

## 경기 결과

### 소학부
|  | 준결승           | 준결승         |              |  | 결승 | 결승 |
|  |                  |                |              |  |      |      |
|  |                  |                |              |  |      |      |
|  |                  |                |              |  |      |      |
|  | 흥명보통학교     | 7              |              |  |      |      |
|  | 흥명보통학교     | 7              |              |  |      |      |
|  | 용산공립보통학교 | 1              |              |  |      |      |
|  | 용산공립보통학교 | 1              | 흥명보통학교 |  |      |      |
|  |                  |                |              |  |      |      |
|  |                  | 서빙고보통학교 |              |  |      |      |
|  | 서빙고보통학교   | 불명           |              |  |      |      |
|  | 서빙고보통학교   | 불명           |              |  |      |      |
|  | 용강공립보통학교 | 불명           |              |  |      |      |
|  | 용강공립보통학교 | 불명           |              |  |      |      |

### 중학부
|  | 준결승           | 준결승           |          |   | 결승 | 결승 |
|  |                  |                  |          |   |      |      |
|  |                  |                  |          |   |      |      |
|  |                  |                  |          |   |      |      |
|  | 경신학교         | 1                |          |   |      |      |
|  | 경신학교         | 1                |          |   |      |      |
|  | 숭실중학         | 0                |          |   |      |      |
|  | 숭실중학         | 0                | 경신학교 | 2 |      |      |
|  |                  |                  | 경신학교 | 2 |      |      |
|  |                  | 보성고등보통학교 | 0        |   |      |      |
|  | 보성고등보통학교 | 보성고등보통학교 | 0        | 4 |      |      |
|  | 보성고등보통학교 |                  |          | 4 |      |      |
|  | 오산고등보통학교 | 0                |          |   |      |      |
|  | 오산고등보통학교 | 0                |          |   |      |      |

### 청년부
|  | 준결승       | 준결승     |              |   | 결승 | 결승 |
|  |              |            |              |   |      |      |
|  |              |            |              |   |      |      |
|  |              |            |              |   |      |      |
|  | 보성전문학교 | 3          |              |   |      |      |
|  | 보성전문학교 | 3          |              |   |      |      |
|  | 대학예과     | 1          |              |   |      |      |
|  | 대학예과     | 1          | 보성전문학교 | 3 |      |      |
|  |              |            | 보성전문학교 | 3 |      |      |
|  |              | 연우구락부 | 1            |   |      |      |
|  | 연우구락부   | 연우구락부 | 1            | 4 |      |      |
|  | 연우구락부   |            |              | 4 |      |      |
|  | 대창양화점   | 2          |              |   |      |      |
|  | 대창양화점   | 2          |              |   |      |      |

## 참고 문헌
- 대한체육회 (1990). 《대한체육회 70년사》.
- 대한체육회 (2011). 《대한체육회 90년사》.
- “제10회 전국체육대회 축구 경기 결과”. 대한체육회.[깨진 링크(과거 내용 찾기)]